# Le Thour
 Le Thour  es una comuna y población de Francia, en la región de Champaña-Ardenas, departamento de Ardenas, en el distrito de Rethel y cantón de Asfeld.
Su población en el censo de 1999 era de 317 habitantes.
Está integrada en la Communauté de communes de l’Asfeldois .